# 阿那克萨哥拉
阿那克薩哥拉（希臘語：Αναξαγόρας，前500年—前428年），伊奧尼亞人，古希腊哲学家、科學家，他首先把哲學帶到雅典，影響了蘇格拉底的思想。

## 生平
阿那克薩哥拉约在公元前500年出生于士麦拿附近，雅典政治家伯里克利是他的門生，20多歲時，他由伯里克利帶到雅典，在雅典居住了30多年（約前462至前432）。雅典人相信天體是眾神，阿那克薩哥拉的天文學說違背了他們的信仰，被控告不敬神，可能一度收監，由伯里克利救出，返回伊奧尼亞建校教學，享年72。

## 思想

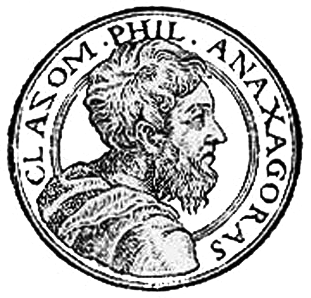
阿纳克萨哥拉的头像

阿那克薩哥拉以「精神」（智性）的概念解釋自然變化，「精神」超然獨立，純淨無瑕，引發變化。他發展了色諾芬尼的見解，後者聲稱 神 的心靈是形成秩序的主因。太初的混沌分成冷的迷霧和暖的以太，冷霧形成水、木、石等。生命的「種子」由水載送至地，動物從濕暖的泥土中長出來。
阿那克薩哥拉認為，自然界有熱和冷、濕和乾、白和黑等不同的「質」，每一件物件，都含有各種不同的「質」，按不同比例混和，就是雪也有少許的「黑」；何種「質」佔有優勢，決定物件的性質，例如比較一棵樹和一座燈柱，火要更為熱些、乾些。變化就是各種「質」比例的變更。物件並無所謂「生成和消滅」，實際上只有結合和分解。時空是無限可分的，萬物也可以無限地被分割。
天文學方面，阿那克薩哥拉主張機械宇宙論，了解到離心力，指出天體是借助其循環運動的速度，懸浮在空中的石頭，否定天體是神祇的信仰。他發現太陽和星星都是赤熱的石塊，星星只因太遙遠，熱力不能傳到地面；他又發現月亮是土，比太陽接近地面，上面有山嶽，本身無光，月光是由太陽而來。
在解剖学方面，他对动物进行解剖，对大脑的解剖结构有一定认识，并且发现鱼用鳃呼吸。